# Urban X Awards
Gli Urban X Awards sono premi annuali tenuti negli Stati Uniti per onorare la produzione di pornografia etnica. Originariamente conosciuti come Urban Spice Awards, sono stati creati dalla regista pornografica Giana Taylor e la prima edizione si è tenuta l'8 giugno 2008 al Platinum Live a Los Angeles.
I premi riconoscono il successo di pornostar, produttori, registi, agenzie e società che producono film con contenuti per adulti neri, latini, asiatici e interrazziali. I vincitori sono scelti dai fan tramite votazione per categorie sul sito ufficiale della compagnia. Assegnati dal 2008 al 2012, dopo 5 anni di pausa nel 2017 sono stati nuovamente assegnati con cadenza regolare. A causa della pandemia del COVID-19, l'edizione del 2020 non si è tenuta e tutti i candidati sono stati rinominati per il 2021.

## Vincitori

### Performer

#### Female Performer of the Year
- 2008: Roxy Reynolds
- 2009: Pinky
- 2010: Rebeca Linares
- 2011: Nyomi Banxxx
- 2012: Skin Diamond
- 2017: Misty Stone
- 2018: Ana Foxxx
- 2019: Luna Star
- 2023: Avery Jane
- 2024: Violet Myers
- 2025: Violet Myers

#### Male Performer of the Year
- 2008: Mr. Marcus
- 2009: Mr. Marcus
- 2010: Prince Yahshua
- 2011: Prince Yahshua
- 2012: Prince Yahshua
- 2017: Isiah Maxwell
- 2018: Rob Piper
- 2019: Rico Strong
- 2023: Isiah Maxwell
- 2024: Alex Jones
- 2025: Mazee the GOAT

#### Rising Star Female
- 2008: Misty Love
- 2009: Ms. Booty
- 2010: Summer Bailey
- 2011: Gizelle XXX
- 2012: Leilani Leeane
- 2017: Adriana Maya
- 2018: Honey Gold
- 2019: Demi Sutra
- 2023: Willow Ryder
- 2024: Baby Gemini
- 2025: Hailey Rose

#### Male Newcomer
- 2008: J Strokes
- 2009: Ray Black
- 2010: Flash Brown
- 2011: Lucas Stone
- 2017: Ricky Johnson
- 2018: Jason Luv
- 2019: Juan El Caballo Loco
- 2023: Mazee The Goat
- 2024: Hollywood Cash
- 2025: Chocolate God

#### All - Girl Performer/ Lesbian Performer
- 2017: Jenna Sativa
- 2019: Darcie Dolce

#### Anal Performer
- 2008: Marie Luv e Jasmine Cashmere
- 2009: Jada Fire
- 2010: Kapri Styles
- 2011: Jada Fire
- 2018: Kira Noir
- 2019: Luna Star
- 2023: Tommy King
- 2024: Cali Caliente
- 2025: Jessie Rodgers

#### Best Actress
- 2023: September Reign
- 2024: Nicole Kitt
- 2024: Kira Noir

#### BBW Star of the Year
- 2008: Crystal Clear
- 2009: Bootyliscious
- 2010: Farrah Foxxx
- 2011: Platinum Puzzy
- 2012: Darling Darla
- 2017: Sofia Rose
- 2018: Ms Ling Ling
- 2019: Sofia Rose
- 2023: Badkittyyy
- 2024: Badkittyyy
- 2025: Boss Lady

#### Biggest or Most Amazing Ass
- 2008: Cherokee
- 2009: Mz. Booty
- 2011: Cherokee D Ass
- 2017: Roxy Reynolds
- 2018: Aryana Adin
- 2019: Jada Stevens
- 2023: Numi Zarah
- 2024: Chocolate Goddess
- 2025: Karmen Karma

#### Gay Performer of the Year
- 2023: Jacobi Stennis
- 2024: Santana XXL
- 2025: Rhyheim Shabazz

#### Hottest Inked Star
- 2019: Honey Gold
- 2022: Ebony Mystique
- 2023: Queen Rogue
- 2024: Charlie B Hustle
- 2025: Charlie B Hustle

#### Interracial Star
- 2008: Belladonna
- 2009: Sara Jay
- 2010: Katie Kox e Ashli Orion
- 2011: Sophie Dee
- 2012: Jada Stevens
- 2017: Riley Reid

#### MILF Performer of the Year
- 2009: Nyomi Banxxx
- 2011: Lisa Ann
- 2012: Lisa Ann
- 2017: Kendra Lust
- 2018: Richelle Ryan e Nina Elle
- 2019: Bridgette B
- 2023: Rachael Cavalli
- 2024: Penny Barber
- 2025: Sara Jay

#### Nicest Breast in Porn
- 2008: Carmen Hayes
- 2011: Alisha Madison
- 2017: Sara Jay
- 2018: Nia Nacci
- 2019: Autumn Falls

#### Orgasmic Oralist
- 2010: Pinky
- 2011: Lethal Lippz
- 2012: Julie Cash
- 2017: Aaliyah Hadid
- 2018: Lethal Lipps
- 2019: Aaliyah Hadid e Teanna Trump
- 2023: Daphne Thick Ass
- 2024: Ms. Sapphire
- 2025: Jasamine Banks

#### Pornostar of the Year
- 2009: Pinky
- 2010: Misty Stone
- 2018: Flash Brown
- 2019: Leya Falcon
- 2023: Richard Mann e Mimi Curvaceous

#### TS Performer of the Year
- 2011: Mia Isabella
- 2012: TS Madison
- 2017: Sunshyne Monroe
- 2018: Chanel Santini
- 2019: Natassia Dreams
- 2023: Brittney Kade
- 2024: TS Parris
- 2025: Leilani Li

#### Urban X Hottie
- 2018: Demi Sutra
- 2019: Nia Nacci
- 2022: Savannah Bond
- 2023: Destiny Mira
- 2024: Jenise Hart
- 2025: Princess Emily

#### Urban X Stud
- 2018: Rome Major
- 2019: Nat Turnher
- 2022: Mazee the Goat
- 2023: Justice
- 2024: Eddie Jaye
- 2025: Burgundy

#### Premi assegnati una volta
- 2008: Roxy Reynolds  (Crossover Female)
- 2008: Lexington Steele  (Crossover Male)
- 2008: Byron Long (Oral Male)
- 2008: Jada Fire (Oral Female)
- 2008: Monique (Freakiest Girl in Porn)
- 2011: SuperStar XXX  (BBW with the Biggest Ass in Porn)
- 2012: Samantha 38G (BBW IR Star of the Year)
- 2012: Delilah Black (BBW Newcomer of the Year)
- 2018: Nikki Delano  (Social Media Star)
- 2018: Farrah Foxxx (Most Fashionable BBW Star)
- 2019: Leya Falcon  (Porn Star of the Year)
- 2019: Autumn Falls   (Most Beautiful Breasts)
- 2019: Sophie Dee  (Cumback Star of the Year)
- 2019: Sara Jay  (Social Media Star)
- 2018: Sofia Rose (Most Fashionable BBW Star)
- 2022: Ana Foxxx  (Porn Star of the Year)
- 2022: TS Foxxy  (Most Popular Trans Performer)
- 2022: Ricky Johnson  (Talented Togue)
- 2023: Musa Phoenix  (Talented Togue)
- 2023: Mimi Curvaceous  (Porn Star of the Year Female)
- 2023: Richard Mann  (Porn Star of the Year Male)
- 2023: August Skye   (Most Beautiful Breasts)
- 2023: Leah Michelle   (Hottest Fetish Star)
- 2023: Austin Spears   (Best Transmasculine Performer)
- 2023: King Noire   (Best Pansexual Performer)
- 2024: Isiah Maxwell  (Best Actor)
- 2024: Justice  (Talented Togue)
- 2024: Emma Rose e Leilani Li (Sexiest Trans Star)
- 2024: Damion Dayski  (Most Hung Male Star)
- 2024: Miss B Nasty   (Most Beautiful Breasts)
- 2024: Avery Jane   (Hottest Fetish Star)
- 2024: Apollo Moon   (Best Transmasculine Performer)
- 2024: Queen Rogue   (Best Pro Am Female Performer)
- 2024: Hi Key   (Best Pro Am Male Performer)
- 2024: King Noire   (Best Pansexual Performer)
- 2025: Sara Jay  (Talented Tongue)
- 2025: Hi Key  (Social Media Star)
- 2025: Destiny Mira   (Most Beautiful Breasts)
- 2025: Riley Ocean   (Best Transmasculine Performer)
- 2025: Jasmine Lotus   (Sexiest Trans Star)
- 2025: Dick HD Daily   (Best Pro Am Male Performer)
- 2025: Gem Jewels   (Best Pro Am Female Performer)
- 2025: Rodrigo Amor   (Best Pansexual Performer)
- 2025: Pablo Punisha   (Most Hung Male Star)
- 2025: Miss B Nasty   (Spectacular Squirting Star)
- 2025: Hollywood Cash  (Best Actor)
- 2025: Ms Red X   (Hottest Fetish Star)

### Director

#### Best Director (Body of Work)
- 2008: Alexander Devoe
- 2009:Alexander Devoe
- 2010:Brian Pumper
- 2011:Lexigton Steele
- 2012: LT
- 2017: Greg Lansky
- 2018:MimeFreak
- 2019: Kayden Kross
- 2023: Disciples of Desire
- 2024: Ivan

#### Best Director (Feature)
- 2008: Bishop
- 2009: Bishop
- 2010: Bishop
- 2011: Brad Armstrong

#### Best Director (Gonzo)
- 2008: Juan Cuba
- 2009: Justin Slayer
- 2010: Lexington Steele
- 2011:Brian Pumper
- 2012: Mason

### Release - (Movie)

#### Best All-Sex
- 2008: Sneaky Sex in the Shower
- 2011: Cum In Me Baby 2
- 2018: Brown Sugar 2
- 2019: Dredd's Teen Devastation 2
- 2023: Deep Inside Jennifer White

#### Best Amateur
- 2008: Amateur Prospects
- 2009: Absolute Amateurs

#### Best Anal-Themed
- 2008: Black Ass Addiction 2
- 2009: Phat Black Juicy Anal Booty 3
- 2010: Lisa Ann's Hung XXX
- 2011: Tan Line Tushies
- 2012: Black Anal Addiction
- 2017: Holly Hendrix’s Anal Experience
- 2018: Dredd Up Your Ass
- 2019: Black Anal Asses 4
- 2023: Dreed Up Your Ass 4

#### Best Asian
- 2009: White on Rice
- 2010: Asian Fixation
- 2011: Asian Eyes
- 2012: Asa Akira Is insatiable 2
- 2017: Kalina Ryu: Reamed and Creamed

#### Best BBW
- 2008: Infattuation
- 2009: Bumpin' Body Phat 2
- 2010: Pound Cake 2
- 2011: Biggest Ass Ever 3
- 2012: Meaty Mamas
- 2017: Extreme Plumpers 4
- 2018: Hot Sexy Plumpers 50
- 2019: The Bigger They Cum 6

#### Best Big Bobb
- 2008: Big Wet Black Tits 2
- 2009: Bodacious Tits 3
- 2010: Lexington Loves Big Black Tits 2
- 2011: Alexander DeVoe's Strawberry Milk Juggs

#### Best Big Booty/ Best Big Butt
- 2008: My Baby Got Back 44
- 2009: Wet Juicy Asses 3
- 2010: Lexington Loves Phat Black Asses
- 2011: Big Butt Bettys 2
- 2012: Big Wet Brazilian Asses 9
- 2017: Big Black Wet Asses 15
- 2019: The Booty Movie 7
- 2023: Big Ass Beauties 10

#### Best Black
- 2009: Booty Clappin' Superfreaks
- 2010: Black Reign 16
- 2011: Heavy Metal II
- 2012: Black Reign 17

#### Best Feature
- 2008: Ransom
- 2009: Big Ass Stalker
- 2010: Big Ass Stalker 2
- 2012: Revenge of the Petites
- 2017: Ethnicity
- 2018: Dark Obsession
- 2019: After Dark
- 2023: Friction
- 2025: Scissors

#### Best Gay
- 2010: Ty's Play Room
- 2011: What Asses are Made of 2

#### Best Girl-Girl
- 2008: Womenopoly 2
- 2009: Black Sexy Lesbians
- 2010: Black Teen Pussy Party 5
- 2011: True Lesbian Divas
- 2017: Little Red: A Lesbian Fairytale
- 2018: Lesbian Beauties 19
- 2019: "Lesbian Beauties 20
- 2023: Phsycal Vol. 1

#### Best Gonzo
- 2008: Yo Quiero Chocolate 4
- 2009: Bubble Butt Barbecue 2

#### Best Group Sex
- 2008: Alone in the Dark 6
- 2017: Orgy masters 8
- 2018: White Out 6
- 2019: After Dark

#### Best Interracial
- 2008: Lex on Blondes 4
- 2010: Lex the Impaler 5
- 2011: South Beach Cruisin 5

#### Best IR
- 2012: The Brother Load 3
- 2017: Kendra’s Obsession

#### Best Latin
- 2009: Juicy Latin Coochie 2
- 2010: Juicy Latin Coochie
- 2011: Bottoms Up in Brazil
- 2012: Made in Xspana 8
- 2017: Latin Asses 3

#### Best MILF
- 2008: Sexy Bootylicious Moms
- 2009: Cougars 3
- 2010: Cougar Mammoth Cock Hunt
- 2011: MILF Mann 2
- 2012: Mandingo Hide Your Wives
- 2017: Kendra Lust Loves Big Titty MILFs
- 2018: Black Mommas 4
- 2019: Lisa Ann's Black Out 3
- 2023: Milf Pact Vol. 5

#### Best Oral
- 2008: Pinky's Dick Sucking for Dumb Asses
- 2011: Throat Injection 3

#### Best Parody
- 2010: Not The Cosbys XXX
- 2011: Official Friday Parody
- 2018: Queen of Thrones
- 2019: Anne: A Taboo Parody

#### Best Pro-Am
- 2012: Amateur Assault 2
- 2018: Queen of Spades
- 2019: Homemade Ebony Sex Tapes 4

#### Best Speciality
- 2008: Black Girl's Foot 2
- 2009: Black Ass Suffocation

#### Best Transsexual
- 2010: Forbidden Tia Stick 2
- 2017: Venus Lux’s Fantasies 4
- 2019: TS Playground 28
- 2023: Trans-Active 17

#### Best Vignette
- 2008: Freakaholics 2
- 2009: Freakaholics 3

#### Premi assegnati una volta sola
- 2008: Girlfriend That's My Man (Best Reality)
- 2009: Cream Filled Phatties 3 (IBest nternal)
- 2009: Nightmare on Black Street (Best Orgy/Gangbang)
- 2009: Tunnel Vision 3 (Best POV)
- 2009: Infattuation 2 (BBW Movie of the Year)
- 2017: Fetish Fanatic 21 (Best Fetish)

### Series

#### Best Anal
- 2009: Top Guns
- 2010: Ass Addiction
- 2011: Up That Black Ass
- 2012: Gapeman

#### Best Asian
- 2009: Invasian
- 2010: Asian Persuasion
- 2012: Asa Akira is Insatiable

#### Best BBW
- 2009: Heavy Weight Honeys
- 2010: Gigantic Brickhouse Butts 7

#### Best Big Butt
- 2009: Big Booty White Girls
- 2010: Phat Ass Freak
- 2011: Nuttin Butt Pinky
- 2012: Big Black Wet Asses

#### Best Black
- 2009: Booty Talk
- 2010: New Lil Freaks Get It Poppin
- 2011: Phat Black Juicy Anal Booty
- 2012: Booty Talk

#### Best Girl-Girl
- 2008: Sistas
- 2009: Womenopoly
- 2010: Love Kara Tai 3

#### Best Interracial
- 2008: Phat Ass White Booty
- 2010: Rico the Destroyer
- 2011: Phat Ass White Booty 6

#### Best Latin
- 2009: Deep in Latin Cheeks
- 2010: Deep in Latin Cheeks
- 2011: Made in Xspana

#### Best Oral
- 2010: Throat Injection
- 2011: Head Game

#### Best POV
- 2009: Nightstick Black POV
- 2010: Nightstick

#### Premi assegnati una volta
- 2009: Fresh Out the Box (Best Amateur)
- 2009: Nice Rack (Best Big Boob)
- 2009: 100% It's a Black Thang  (Best Gonzo)
- 2009: Make Me Creamy (Best Internal)
- 2009: MILF Magnet  (Best MILF)
- 2009: Azz and Mo Ass Orgy (Best Orgy/Gangbang)
- 2009: Chocolate MILF (Best Vignette)
- 2011: Breed It Raw (Best Gay)
- 2017: Interracial Icon (Best IR)

### Sex-Scene

#### Anal
- 2008: Brian Pumper e Aurora Jolie
- 2009: Dana DeArmond e Rico Strong
- 2010: Dana DeArmond e LT
- 2011: Nyomi Banxxx e Marco Banderas
- 2012: Kagney Linn Karter e Prince Yahshua

#### Couple or Two-Way
- 2008: Marco Banderas e Marie Luv
- 2009: Kirra Lynne  e Prince Yahshua
- 2010: Nyomi Banxxx  e Lexington Steele
- 2011: Asa Akira e Mr. Pete
- 2012: Misty Stone e Bill Bailey
- 2017: Luna Star e Lexington Steele
- 2018: Jason Luv e Mia Malkova
- 2019: Demi Sutra e Jason Brown
- 2023: Erotic Medusa e Ricky Johnson
- 2024: Cory Chase e Troy Francisco
- 2025: Nicole Kitt e Alex Jones

#### Best Girl-Girl
- 2011: Baby Cakes, Imani Rose  e Evanni Solei

#### Best Group
- 2010: Melrose Foxxx, Emma Heart, Rico Strong e Price Yahshua

#### Best POV
- 2009: Lacey Duvalle e Mario Cassinni

#### Best Three-Way
- 2009: Mya Nichole, Prince Yahshua e Rico Strong
- 2010: Pinky, Richard Mann  e Kapri Styles
- 2011: Sophie Dee, Gianna Michaels e Justin Long
- 2012: Sydnee Capri, Naveah Keyes e LT

## Membri della Hall of Fame
- 2008

Byron Long
Devlin Weed
Heather Hunter
Jeannie Pepper
Johnny Keyes
Julian St. Jox
Lacey Duvalle
Lexington Steele
Mr Marcus
Michael Stefano
Ray Victory
Sean Michaels
Vanessa del Rio
- 2009

Kitten
Kim Eternity
Mark Anthony
Mika Tan
Sinnamon Love
Sledgehammer
TT Boy
Vanessa Blue
Wesley Pipes
- 2010

Alexander DeVoe
Diana DeVoe
Guy DiSilva
Jada Fire
Mercedes Ashley
Nina Hartley
Olivia O'Lovely
Ron Hightower
- 2011

Francesca Lé
Jack Napier
Jade Hsu
Lisa Ann
Justin Long
Kelly Starr
Mr. Pete
Mandingo
Miles Long
Sara Jay
Shyla Stylez
Spantaneeus Xtasty
Suave XXX
- 2017

Asa Akira
Brad Armstrong
Carmen Hayes
Cherokee
Farrah Foxxx
Jada Stevens
Jazmine Cashmere
John E Depth
Lisa Daniels
Mia Isabella
Misty Stone
Pinky
Prince Yahshua
Rebecca Bardoux
Roxy Reynolds
Skyy Black
Tony Eveready
- 2018

Alexis Amore
Dapper Dan
Evan Stone
Gianna Michaels
Kaylani Lei
LT
Michelle Maylene
Mone Divine
Nat Turnher
Nyomi Banxxx
Richard Mann
- 2019

Alana Evans
Axel Braun
Beauty Dior
Candace Von
Charlie Mac
Chocolate & Mocha
Chyanne Jacobs
Havana Ginger
Ice La Foxx
James Bartholet
Joachim Kessef
Kapri Styles
Mick Blue
- 2020-2021

Black Cat
Brian Pumper
Caramel
Cindy Starfall
Dynamite
Emy Reyes
Marica Hase
Nicky Starks
Priya Rai
Ray Black
Richelle Ryan
Rico Strong
Shane Diesel
Sophie Dee
Sydnee Capri
TS Foxxxy
Tee Reel
Tia Cyrus
- 2022

Adina Jewel
Ana Foxx
Angel Eyes
Annie Cruz
Ivan
Jean Claude Bautiste
Jeremy
Joslyn James
Marie Luv
Mya G
Natassia Dreams
Nina Elle
Phoenix Marie
Rico Shades
Rock the Icon
Samone Taylor
Shaudam
Sofia Rose
Vida Valentine
Will Ryder
- 2023

Aurora Jolie
Chris Cock
Daisy Marie
Dana DeArmond
Isiah Maxwell
Jean Val Jean
Joanna Angel
Jon Jon
Kristina Rose
Lee G
Lotus Lain
Luna Star
Manuel Ferrara
Midori
Mime Freak
Porscha Carrera
Rusty Nails
Sheena Ryder
Stacie Lane
Terry Burton
- 2024

Abella Danger
Aryana Starr
Busty Cookie
Cherie DeVille
Cutler X
Dominique Simone
Eddie Jaye
Ginger Lynn
Justin Slayer
Kelly Divine
Leya Falcon
Liv Revamped
London Keyes
Lucky Starr
Mark Wood
Marco Banderas
Moe The Monster
Seka
Skin Diamond
Slim Poke
Tyler Knight
Venus Lux
Vicki Chase
Wendy Williams
- 2025

Adrian Hart
Aryana Aden
Ace
Anita Peida
Ava Devine
Dee Baker
Deep Threat
Jessica Bangkok
Jessy Dubai
Karla Lane
Kendra Lust
Kiki D'Aire
Lee Bang
Mellanie Monroe
Micky Linn
Mocha Menage
Rome Major
Ryan Conner
Sierra Devi
Tommy Gunn